# Allothyridae
Allothyridae – rodzina roztoczy z nadrzędu dręczy i rzędu Holothyrida.
Rodzina ta została wprowadzona w 1972 roku przez Leenderta van der Hammena.
Roztocze te mają guzkowany oskórek. Odznaczają się obecnością peridium, dwóch szczecin na każdym szczękoczułku, brakiem szczoteczkowatej grupy szczecin na goleniach nogogłaszczków oraz stopami pierwszej pary odnóży podzielonymi na bathrotarsus i apicotarsus. Subkapitulum wyposażone jest w dużą liczbę szczecin. Corniculi są stożkowate, prosto zbudowane, a warga górna długa i ścięta. Narząd Hallera zlokalizowany jest na bathrotarsus grzbietowo-odsiebnie.
Należą tu 2 rodzaje:
- Allothyrus L. van der Hammen, 1961
- Australothyrus L. van der Hammen, 1983